# Phoebe mexicana
Phoebe mexicana är en skalbaggsart som beskrevs av Bates 1881. Phoebe mexicana ingår i släktet Phoebe och familjen långhorningar.
Artens utbredningsområde är:
- Costa Rica.
- Honduras.
- Nicaragua.

Inga underarter finns listade i Catalogue of Life.